# Ambon, Maluku

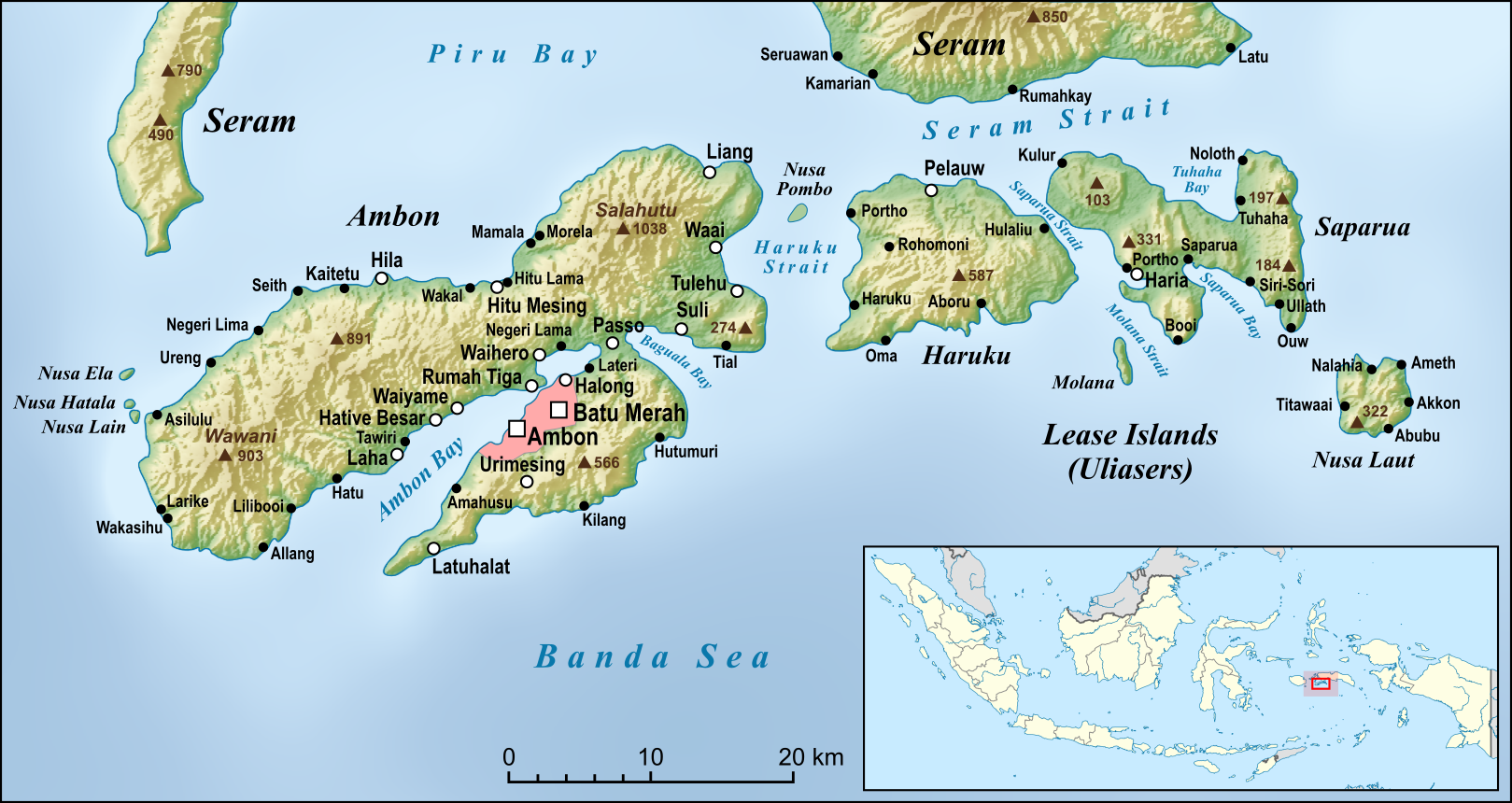

Ambon (tiếng Indonesia: Kota Ambon hay Ambong trong tiếng Ambon) là tỉnh lỵ và thành phố lớn nhất tỉnh Maluku. Thành phố nằm trên đảo Muluku Thành phố cũng có tên gọi Ambon Manise, 
có nghĩa là Ambon "đẹp". Thành phố có diện tích đất 298,61 km², và sân số năm 2016 ước khoảng 427.934 người. Thành phố được chia thành năm khu hành chính (kecamatan) - cụ thể là Nusaniwe, Sirimau, Teluk Ambon (Vịnh Ambon), Bag mộng và Leitimur Selatan (Nam Leitimur).
Thành phố bắt nguồn từ việc thành lập pháo đài luôn là trung tâm của sự phát triển của thành phố. Thành phố này được thành lập bởi người Bồ Đào Nha, và họ đặt tên cho nó là "Nossa Senhora da" "Anunciada".
Kể từ thời của VOC và Hà Lan, thành phố đã phát triển nhanh chóng thành một trung tâm trồng trọt và buôn bán gia vị  và một trong những thành phố quan trọng trong quần đảo hiện được đặt làm thủ phủ của tỉnh. Ngày nay, thành phố này là một thành phố do thị trưởng đứng đầu  với hội đồng địa phương là đồng tổ chức.
Thành phố Ambon là trung tâm của cảng, du lịch và giáo dục cho khu vực quần đảo Maluku. Trong số một số cảng trong thành phố, Cảng Yos Sudarso ở thành phố này là cảng chính của thành phố và tỉnh. Thành phố được gọi là một trung tâm du lịch bởi vì nó cung cấp nhiều loại hình du lịch, từ thiên nhiên, văn hóa, hải lý, đến ẩm thực. [ Sự tồn tại của Ambon như một trung tâm giáo dục có thể được nhìn thấy từ việc tổ chức các bữa tiệc giáo dục, thời gian đi học trung bình, và sự sẵn có của các cơ sở giáo dục và cơ sở hạ tầng kể từ thời thuộc địa. Thành phố này cũng có GRDP lớn nhất và GRDP cao nhất trên đầu người ở Maluku. Ngoài ra, Ambon giữ danh hiệu là một thành phố âm nhạc.
Cư dân Ambon có thể được coi là duy nhất bởi vì Ambon là một thành phố số nhiều bởi vì nó có những người thuộc nhiều sắc tộc, tôn giáo và chủng tộc khác nhau. Phần lớn người Ambon đến từ bộ lạc Ambon, bộ lạc địa phương. Tuy nhiên, sự thống nhất về tính đa dạng này đã bị rung chuyển bởi một số tranh chấp chính trị đã gây ra cuộc bạo loạn lớn bằng cách bao gồm tôn giáo như trong 1999. Ambon là thành thành phố lớn nhất trong tỉnh với tỷ lệ đóng góp dân số là 24,9% trong tỉnh. Theo Tổng điều tra dân số năm 2010, 92,4% cư dân thành thị sống ở thành thị, còn lại ở khu vực nông thôn.
Thành phố này được bao gồm bởi sự pha trộn của dân tộc Alifuru (nguyên bản Moluccans), người Java, người Balan, người Buton, Bugis, Makassar, người Papua, Minahasa, Minang, Flobamora (Flores, Sumba, Alor Dân tộc Timor) và những người gốc nước ngoài (Trung Hoa, Ả Rập-Ambon, Tây Ban Nha-Ambon, Đức-Ambon, Bồ Đào Nha-Ambon và Hà Lan-Ambon). Giữa năm 1999 và 2002, có sự bất ổn xã hội được thúc đẩy bởi sự không khoan dung chủng tộc.